# الکساندر فوژیل
الکساندر فوژیل (لهستانی: Aleksander Fogiel؛ ‏ ۲۶ فوریهٔ ۱۹۱۰ – ۱۷ ژانویهٔ ۱۹۹۶) بازیگر، سینما و تئاتر، طراح صحنه، کارگردان نمایش و صداپیشه اهل لهستان بود. پس از جنگ جهانی دوم، او به‌تدریج با چندین تئاتر از جمله در وروتسواف، پوزنان و ووچ همکاری کرد. در شچچین، تئاتر عروسکی و نمایشی «پلِچیگا» را بنیان‌گذاری کرد و مدیریت آن را بر عهده داشت. در دوران فعالیت خود در این تئاتر، طراحی صحنه نمایش‌ها را انجام می‌داد و چند نمایش را نیز کارگردانی کرد.
از فیلم‌ها یا مجموعه‌های تلویزیونی که وی در آن‌ها نقش داشته است، می‌توان به شیطان در کلاس هفتم، چگونه جنگ جهانی دوم را آغاز کردم، عالی‌مقام، کونوپیلکا، یوویتا، شوالیه‌های تتونیک، ماجراهای میخاو، یک فاجعه و روزگار ماتئوش اشاره نمود.